# Bašar Abdulah
Bašar Abdulah (Kuwait, 12. listopada 1977.) je bivši kuvajtski nogometaš. Igrao je na poziciji napadača.
Za kuvajtsku reprezentaciju nastupio je u 133 utakmice i pritom postigao 75 golova. U utakmici kvalifikacija za azijsko prvenstvo protiv Butana odigranoj 14. veljače 2000. u Kuwaitu postigao je osam golova u rekordnoj pobjedi svoje reprezentacije rezultatom 20:0. Najbolji je strijelac u povijesti kuvajtske reprezentacije. 